# Novomîhailivka, Sofiivka
Novomîhailivka (în ucraineană Новомихайлівка) este un sat în comuna Ordo-Vasîlivka din raionul Sofiivka, regiunea Dnipropetrovsk, Ucraina.

## Demografie
Componența lingvistică a localității Novomîhailivka
     Ucraineană (96,43%)
     Rusă (3,57%)
Conform recensământului din 2001, majoritatea populației localității Novomîhailivka era vorbitoare de ucraineană (96,43%), existând în minoritate și vorbitori de rusă (3,57%).